# Hundtorp
Hundtorp est une localité du comté de Troms, en Norvège.

## Géographie
Administrativement, Hundtorp fait partie de la kommune de Bardu.